# Hernádkércs
Hernádkércs ist eine Gemeinde im Komitat Borsod-Abaúj-Zemplén.

## Geografische Lage
Hernádkércs liegt im Norden Ungarns, 30 Kilometer nordöstlich vom Komitatssitz Miskolc entfernt, an dem Fluss Hernád.
Nachbargemeinden sind Felsődobsza 4 km, Kiskinizs 2 km und Nagykinizs 2 km.
Die nächste Stadt Abaújszántó ist etwa 13 km von Hernádkércs entfernt.